# ASVEL Lyon-Villeurbanne
O Asvel Lyon Villeurbanne é um clube profissional de basquetebol sediado na cidade de Villeurbanne, Ródano-Alpes, França que atualmente disputa a LNB Pro A e a Liga dos Campeões da FIBA. Foi fundado em 1948 e manda seus jogos no L'Astroballe que é uma arena com capacidade para 5800 espectadores.
Atualmente Tony Parker, ídolo do basquetebol francês e do San Antonio Spurs, é o presidente da agremiação.

## Títulos[3]
- 4º colocado na Euroliga: 1996-97
- Vice-campeão da Copa Saporta 1982-83
- 20 Ligas francesas (recorde): 1948-49, 1949-50, 1951-52, 1954-55, 1955-56, 1956-57, 1963-64, 1965-66, 1967-68, 1968-69, 1970-71, 1971-72, 1974-75, 1976-77, 1980-81, 2001-02, 2008-09, 2015-16, 2018-19,2020–21
- 8 Copas da França: 1952-3, 1956-57, 1964-65, 1966-67, 1995-96, 1996-97, 2000-01, 2007-08

## Salão da Fama
- André Buffière
- Delaney Rudd
- Henri Grange